# Pere Patrici Mey
Pere Patrici Mey i Galés (València, 1550/1556 - València, ca. 1624) fou un impressor valencià a cavall dels segles xvi i xvii, conegut per publicar les dues parts de la Dècada Primera d'Escolano, entre altres cròniques sobre València, i estampar una de les primeres edicions de El Quixot de Cervantes.

## Vida i obra
Fill de Joan Mey, d'origen flamenc, i de Jerònima Galés, impressors valencians, neix a València, entre els anys 1550 i 1556. Germà menor del també impressor –i professor universitari– Joan Felip.

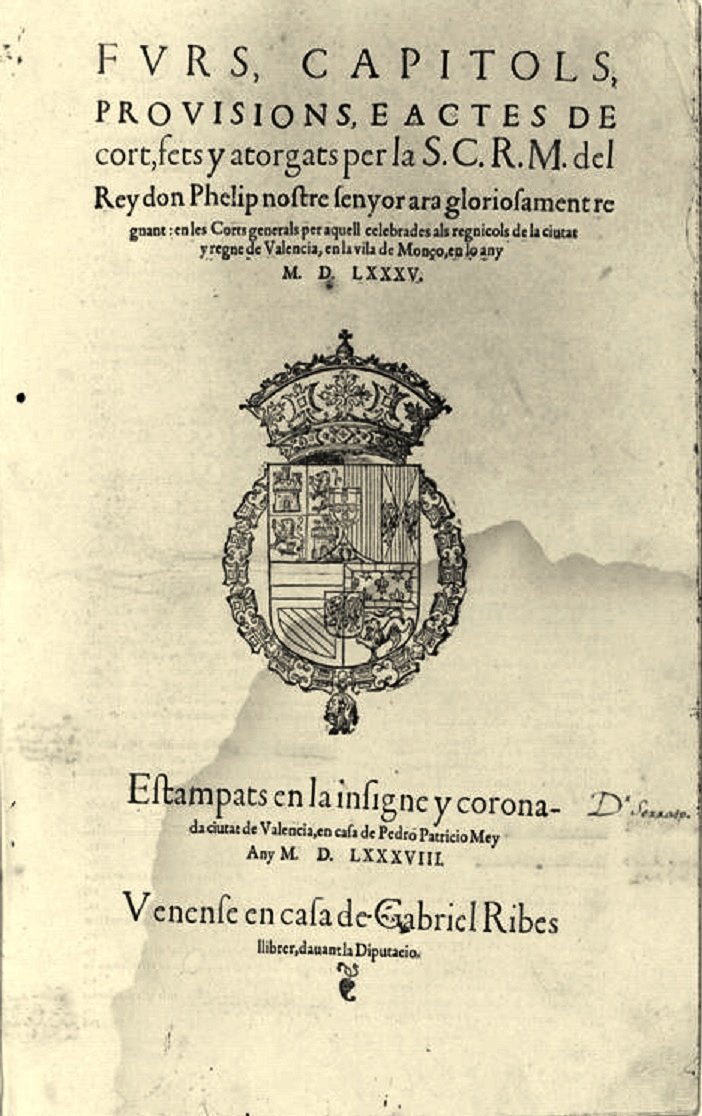
Portada dels Fvrs, capitols, provisions, e actes de cort, fets y atorgats per la S.C.R.M. del Rey Don Phelip nostre senyor ara gloriosament regnant en les Corts generals per aquell celebrades als regnícols de la ciutat y regne de València, en la vila de Monçó, en lo any MDLXXXV (1588).

No es coneixen dades de la seva infantesa o joventut. El més probable és que com a fill menor es formés a l'empresa familiar i allà continués. Sols apareix en la documentació després de la mort de Pedro de Huete, el seu padrastre, el 1580. El 29 de novembre apareix declarant en un plet sobre el pagament dels drets de mercaderia d'un llibre publicat el 1577, el Missale romanum, exportat a Castella per la impremta familiar. Dos mesos després, el 29 de gener de 1581, Jerònima Galés, novament viuda, torna a fer testament en el qual nomena hereu a Pere Patrici i, també, marmessor i executor del testament, desplaçant d'aquella condició al fill major, Joan Felip, el qual ja hi havia rebut abans unes quantitats importants de diners, tant per a seguir els seus estudis com per a instal·lar a Tarragona una impremta pròpia.
Pere Patrici passa, ràpidament, a ocupar-se de les tasques directives de l'empresa, al costat de Jerònima Galés. El 1581 obté de la seva mare dues procuracions per a cobrar la subvenció del Consell –17 de febrer– i per a cobrar la impressió d'uns misals –6 de maig–. El 1582 apareix com a impressor a la portada de l'epítom de les constitucions de l'Església valenciana, compilat per Bernardino Gómez Miedes, mentre en el colofó encara surt el nom oficial de la impremta, «Ex tipographia viduae Petri Huete».
Fins a la mort de la seva mare, en les relacions amb els clients o amb el Consell municipal de València, apareix Pere Patrici sol o acompanyat de Jerònima Galés. En aquest període es manté la subvenció atorgada pel consell en vida del seu pare.

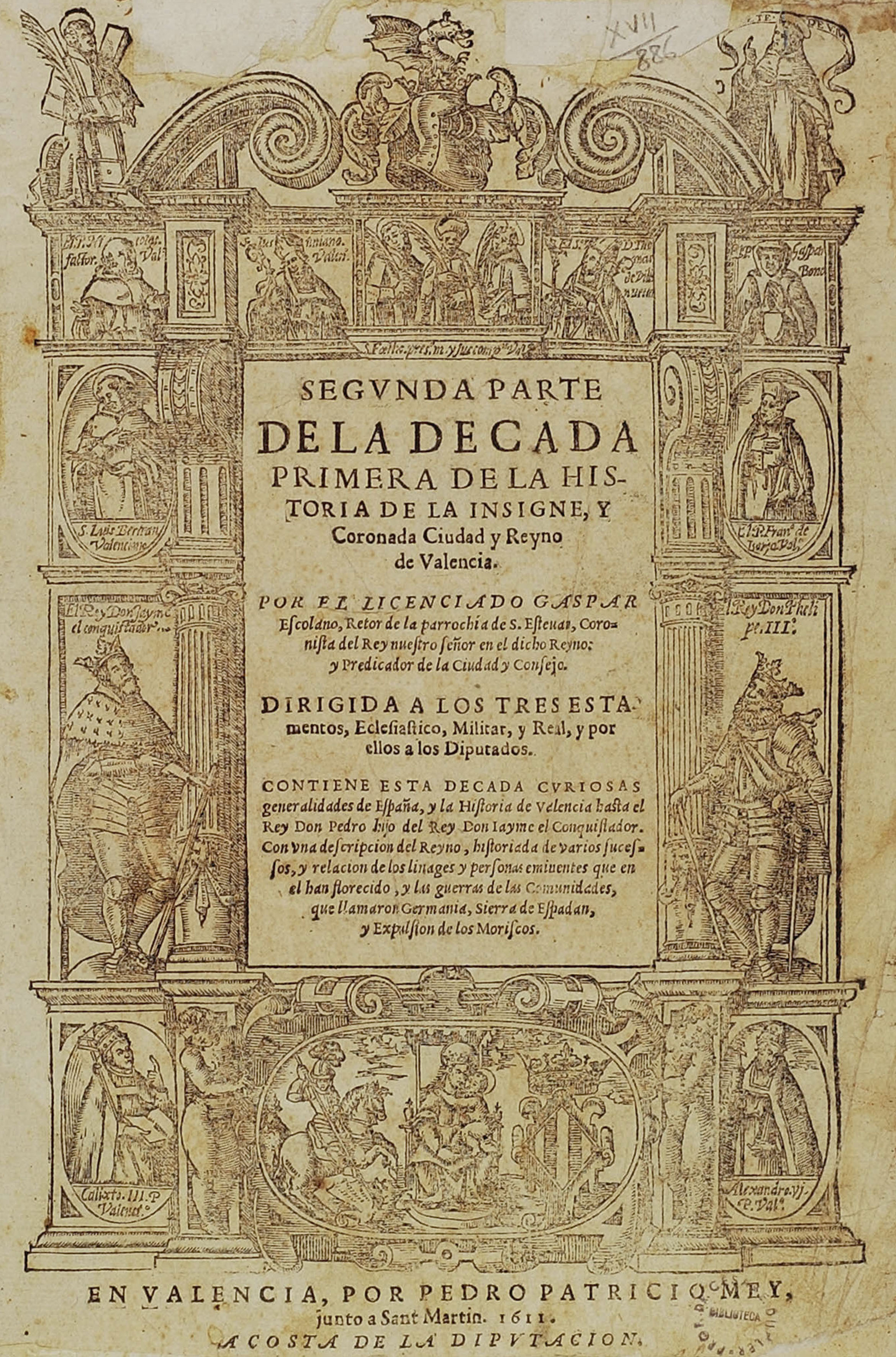
Portada de la Segunda parte de la decada primera de la historia de la insigne y coronada ciudad y Reyno de Valencia (1611) de Gaspar Escolano.

Mentre Jerònima Galés mor a l'octubre de 1587, Pere Patrici es fa càrrec de la impremta. Respecte a les relacions amb el Consell municipal de València, les condicions es mantenen i se segueix rebent la subvenció de les 50 lliures anuals mentre visqui Pere Patrici, «lo qual té la stampa de dita ciutat», o dit d'altra manera, és l'impressor oficial de la ciutat. Per altra banda, el seu germà Joan Felip torna a València a principis de 1588, instal·la impremta pròpia i el 4 de juny de 1588 obté del Consell municipal una subvenció anual de 30 lliures per a mantenir-la. Un any després, el 13 de maig de 1589, el Consell li incrementa la subvenció fins a 50 lliures. De tota manera les relacions entre els germans, tot i ésser competidors en el món tipogràfic, foren cordials, així, quan Joan Felip fa testament el 1598 nomena Pere Patrici marmessor i executor.
Una vida llarga li permet dirigir la impremta prop de 40 anys. Mentre els primers anys la seu del negoci es manté en el carrer de l'Herba, com en vida de la seva mare, el 1592 ja havia traslladat l'obrador a prop de l'església de Sant Martí. Ja com a propietari de la impremta, en el 1587 surten les seves primeres obres: Primera parte de la historia general de santo Domingo y de su orden de predicadores de Fernando del Castillo, Officia propria sanctorum quorum festa iam olim in diocesi Valentina celebrari consueverunt i Disputatio de vectigalibus et eorum iuxta exactione in foro conscientiae de Joan Blai Navarro.
L'empresa tipogràfica de Patrici Mey publica al voltant de 200 obres, a part de pragmàtiques, manaments, fulls, cartells i altres materials solts encarregats per institucions civils i eclesiàstiques. Aquesta impremta es converteix en la principal empresa tipogràfica valenciana d'aquest període i les obres més importants són impreses en les seves premses: La Dragontea (1598) de Lope de Vega, la Primera (y Segunda) parte de la Coronica general de España (1604) de Pere Antoni Beuter, primera (1605) i segona (1616) part de Don Quixote de la Mancha i Los Trabajos de Persiles y Sigismunda, historia setentrional (1617), totes tres de Miguel de Cervantes Saavedra, Expulsion de los moros de España (1610) de Gaspar Aguilar o Anales del Reyno de Valencia (1613) de Francisco Diago.
En dues ocasions Patrici Mey trasllada les premses de la seva officina habitual. El 1598 imprimeix al convent del Remei de València l'obra Brevis sed vera explicatio quaestionis fidelium conscientiis adeo necessaria, document jurídic, l'edició del qual li és cedida al convent per la Generalitat Valenciana. I el 1604 imprimeix al col·legi de Sant Pau de València els Discursos sobre los quatro Novissimos, Muerte, Iuyzio, Infierno y Gloria de Francisco Escrivá, jesuïta com el mateix col·legi.
La data de la seva mort no està documentada, però existeixen indicis per a apropar-se a una data: Joan Baptista Marçal –el qual en 1629 ja és l'impressor oficial de la ciutat de València– augmenta la seva col·laboració el 1624, el darrer any que la impremta manté un nombre habitual de publicacions, a més, no hi ha cap menció a Pere Patrici posterior al 7 de febrer de 1623 en les provisions del Consell municipal i, a més a més, des de 1625 fins a 1631 sols es publiquen 3 obres en la impremta de Pere Patrici. Tot pareix indicar que el decés ocorre entre 1623 i 1631, essent 1624 l'any més probable.